# Les Ateliers de Toumaï
 (mai 2025).
La mise en forme du texte ne suit pas les recommandations de Wikipédia : il faut le « wikifier ».
Les points d'amélioration suivants sont les cas les plus fréquents. Le détail des points à revoir est peut-être précisé sur la page de discussion.
- Les titres sont pré-formatés par le logiciel. Ils ne sont ni en capitales, ni en gras.
- Le texte ne doit pas être écrit en capitales (les noms de famille non plus), ni en gras, ni en italique, ni en « petit »…
- Le gras n'est utilisé que pour surligner le titre de l'article dans l'introduction, une seule fois.
- L'italique est rarement utilisé : mots en langue étrangère, titres d'œuvres, noms de bateaux, etc.
- Les citations ne sont pas en italique mais en corps de texte normal. Elles sont entourées par des guillemets français : « et ».
- Les listes à puces sont à éviter, des paragraphes rédigés étant largement préférés. Les tableaux sont à réserver à la présentation de données structurées (résultats, etc.).
- Les appels de note de bas de page (petits chiffres en exposant, introduits par l'outil «  Source ») sont à placer entre la fin de phrase et le point final[comme ça].
- Les liens internes (vers d'autres articles de Wikipédia) sont à choisir avec parcimonie. Créez des liens vers des articles approfondissant le sujet. Les termes génériques sans rapport avec le sujet sont à éviter, ainsi que les répétitions de liens vers un même terme.
- Les liens externes sont à placer uniquement dans une section « Liens externes », à la fin de l'article. Ces liens sont à choisir avec parcimonie suivant les règles définies. Si un lien sert de source à l'article, son insertion dans le texte est à faire par les notes de bas de page.
- La présentation des références doit suivre les conventions bibliographiques. Il est recommandé d'utiliser les modèles {{Ouvrage}}, {{Chapitre}}, {{Article}}, {{Lien web}} et/ou {{Bibliographie}}. Le mode d'édition visuel peut mettre en forme automatiquement les références.
- Insérer une infobox (cadre d'informations à droite) n'est pas obligatoire pour parachever la mise en page.

Pour une aide détaillée, merci de consulter Aide:Wikification.
Si vous pensez que ces points ont été résolus, vous pouvez retirer ce bandeau et améliorer la mise en forme d'un autre article.
Les Ateliers de Toumaï sont des laboratoires dédiés au développement et à la coproduction de projets,, offrant un espace de rencontres entre experts et jeunes talents africains. Ils facilitent également leur mise en réseau avec des plateformes professionnelles à l'échelle mondiale. Ces ateliers sont portés par Tchad Studio et un collectif de professionnels des industries culturelles, contribuant à l'incubation de projets à travers l'application de méthodes alternatives en gestion, production, marketing et diffusion, adaptées aux réalités des pays du Sud.

## Historique
Fondés en 2022 par Aaron Padacké Zegoubé, les Ateliers de Toumaï incarnent une vision ambitieuse de soutien à la créativité et à l’innovation. Depuis leur création, ils se positionnent comme un espace de collaboration et d’incubation, où jeunes talents et experts se rencontrent pour donner vie à des projets culturels et artistiques, tout en intégrant des approches modernes et adaptées aux besoins des industries créatives. Les Ateliers de Toumaï déploient un dispositif innovant de formation accélérée, conçu sous forme de laboratoire dynamique. Ce dispositif s’articule autour de quatre phases clés : la formation, l’évaluation, le suivi des projets et l’accompagnement des auteurs. Ce modèle structuré vise à offrir un cadre propice au développement des compétences et à l’émergence de projets porteurs.

## Éditions
Chaque année Les ateliers de toumaï sélectionnent les dix (10) projets des films longs métrages documentaires, fictions , séries et film d’animation venus des onze (11) pays tel que : Mauritanie, Mali, Burkina Faso, Sénégal, Côte d'Ivoire, Niger, Cameroun, République centrafricaine, RDC, Soudan et le Tchad, et à chaque édition des bourses et prix 🏆 sont décernés aux meilleurs projets par des partenaires comme Organisation Internationale de la Francophonie ( OIF ) , Canal plus, Institut Français de Paris, Institut Français du Tchad, ambassade de France au Tchad.
| Prix de la Premiere edition 2022 | Prix de la deuxieme edition | Prix de la troisieme edition |
| --- | --- | --- |
| 1. MADIBA, de STEVE KAMDEUH- Cameroun, produit par le Cameroun, un projet de fiction long métrage, Prix DIFFA 500 euro en numéraire aide au développement ; 2. ⁠TOURBILLON de AZATA SORO, Burkina Faso, par la Côte d’Ivoire 500 euro en numéraire aide au développement, un projet de fiction long métrage; 3. ⁠LE GUETTEUR, de ZRA ABDOULAYE AZIZ, Cameroun Produit par TARA GROUP, 2000 euro prix de Tchad Studio, accompagnement en production, un projet de long métrage fiction 4. ⁠OUROBOUROS de BALO REFANE BEN’SMEN, Tchad, produit par Arlésienne SOVI prix Télé Tchad en post-production son un long métrage fiction 5. ⁠MADIBA, de STEVE KAMDEUH, prix de YAOUNDÉ FILM LAB, 3000 euro prise en charge voyage, séjour à la 4éme édition de YAOUNDÉ FILM LAB, un projet de long métrage fiction; 6. ⁠TOURBILLON, de AZATA SORO, Burkina Faso, prix ASKY AIRLINES un billet d’avion avec destination Afrique, un projet de long métrage fiction; 7. ⁠PRIX Tara group consulting en scénario accordé à DAKINAW du Bénin, une fiction long métrage | 1. LES 3 ÉPOUSES DU DJIAD, de KOFFI FREEDOM, Bénin, prix LES ATELIERS DE TOUMAÏ, accompagnement en production, un long métrage fiction; 2. ⁠WAGNABO, de TANGUY DJAKA, RÉPUBLIQUE CENTRAFRICAINE, prix DIFFA 500 euro aide au développement, un projet de long métrage documentaire; 3. ⁠RENDEZ-VOUS DU SIÈCLE, de RICHARD GAMI, produit par BRIGITTE TCHANEGUE- Tchad, 500 euro Prix DIFFA et 6000 euro prix FESPACO 2025 ATELIERS YENNENGA prise en charge de la productrice et du réalisateur pour deux séjour de une semaine au Burkina Faso; 4. ⁠CAMION ROUGE, Elise SAWASAWA produit par CHRISTIAN BITWAIKI, RDCONGO, prix Filmac et OIF et prix canal plus International aide à la production, 85 000 euro et 7500 Euro, un projet de documentaire long métrage; 5. ⁠DE LA PRISON A LA LIBERTÉ DE LA PRESSE, de Balamto DOK-HONNE produit par DJIMET VANZOU, Tchad, prix Africadoc accompagnement à la production, un projet de long métrage documentaire. | 1. ABECHE DEDJID, de BECHIR NIMIR PRODUIT par CHALTOUT Mahamat, Tchad, prix Malo Picture accompagnement en production, prix PATOU FILMS INTERNATIONAL 500 euro en numéraire aide au développement, un film documentaire long métrage; 2. BUDUMA, de Ali ADAM produit par MASBAYE RENAUD, Tchad, prix Institut Français du Tchad, 4000 euro mobilité pour des séjours en France, un projet de documentaire long métrage. 3. ⁠LA FILLE DU FLEUVE CHARI, de Abdoulaye TOSH produit par CLAIRE SOLANGE EMALEU, Tchad, prix Institut Français du Tchad, 1000 euro mobilité voyage en France, prix CHABENI, 4000 euro consulting scénario, en PROD une série Télé de 26 x 26 épisodes; 4. ⁠LA DÉESSE DES EAUX, SAFARI SENGUAIRE produit par Éric ERYKEY BAHADI , RDCONGO, prix AMBASSADE DE France au Congo RD, un billet d’avion avec destination Afrique, un projet de documentaire-fiction long métrage, 5. ⁠L’ENFANT D’UNE MÈRE, de MAIMOUNA GARBA produit par AÏCHA MAKI, Niger, prix Gold Voyage un billet d’avion pour destination en Afrique, un film long métrage fiction; |

## Galerie

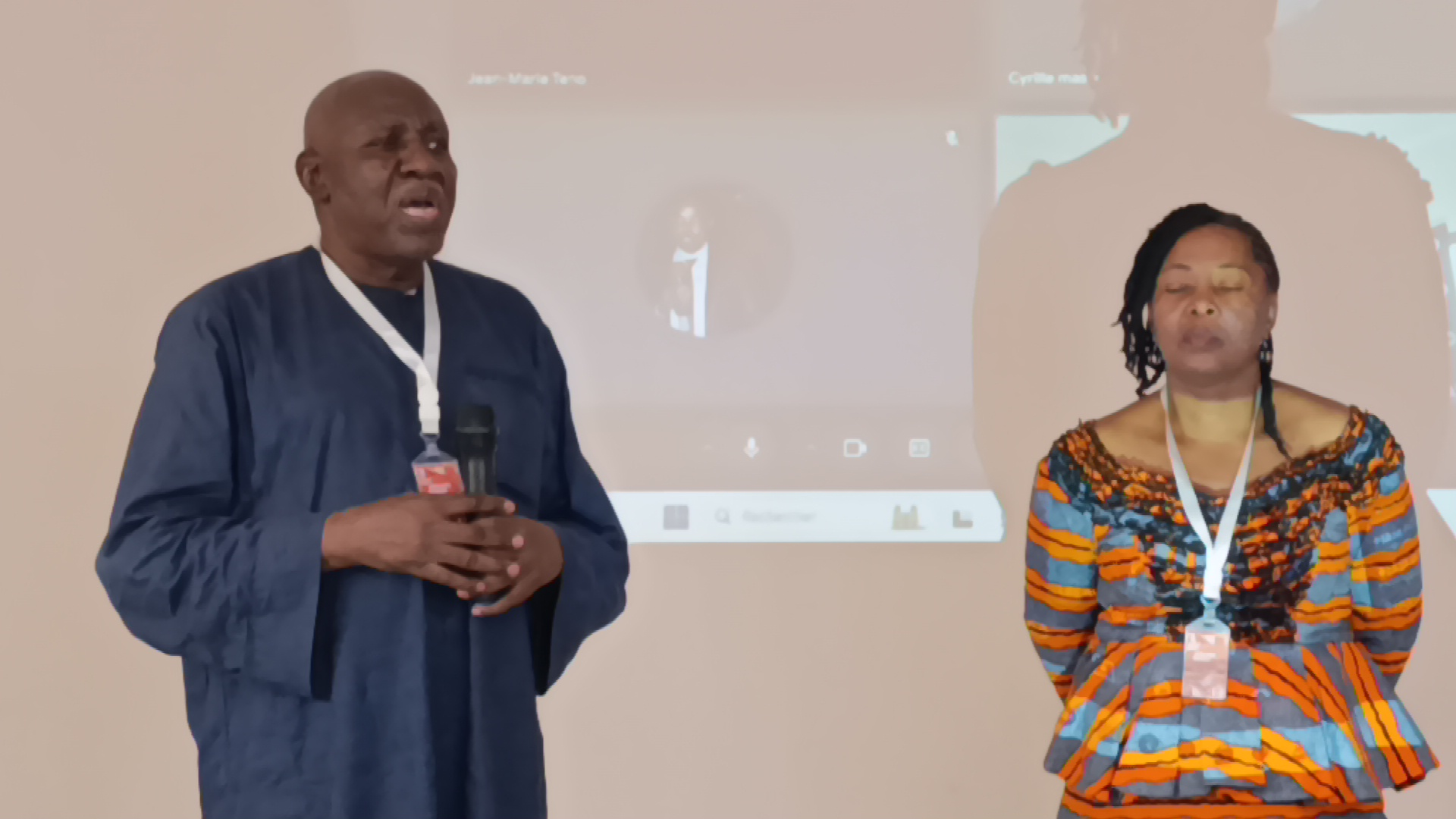
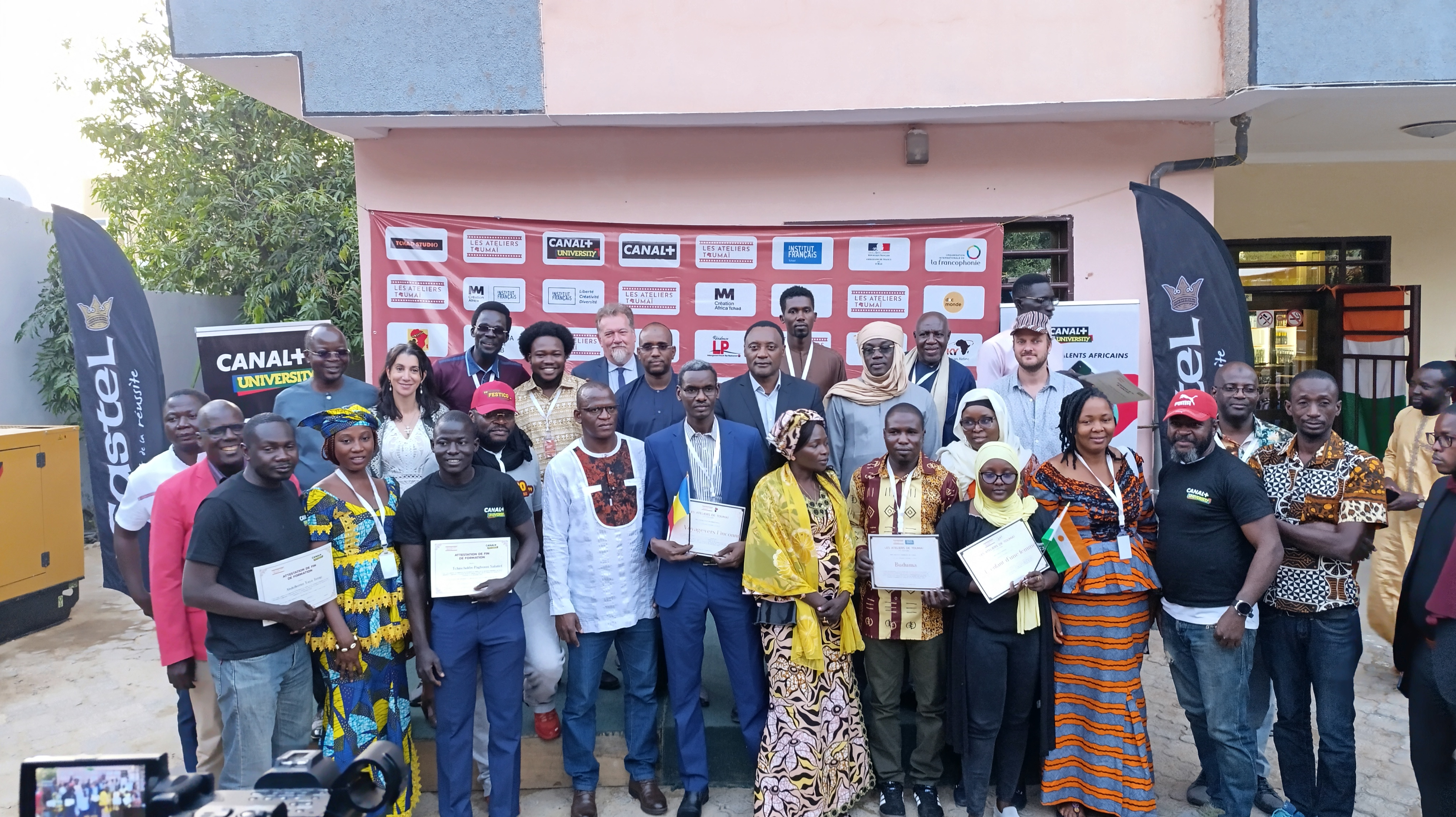
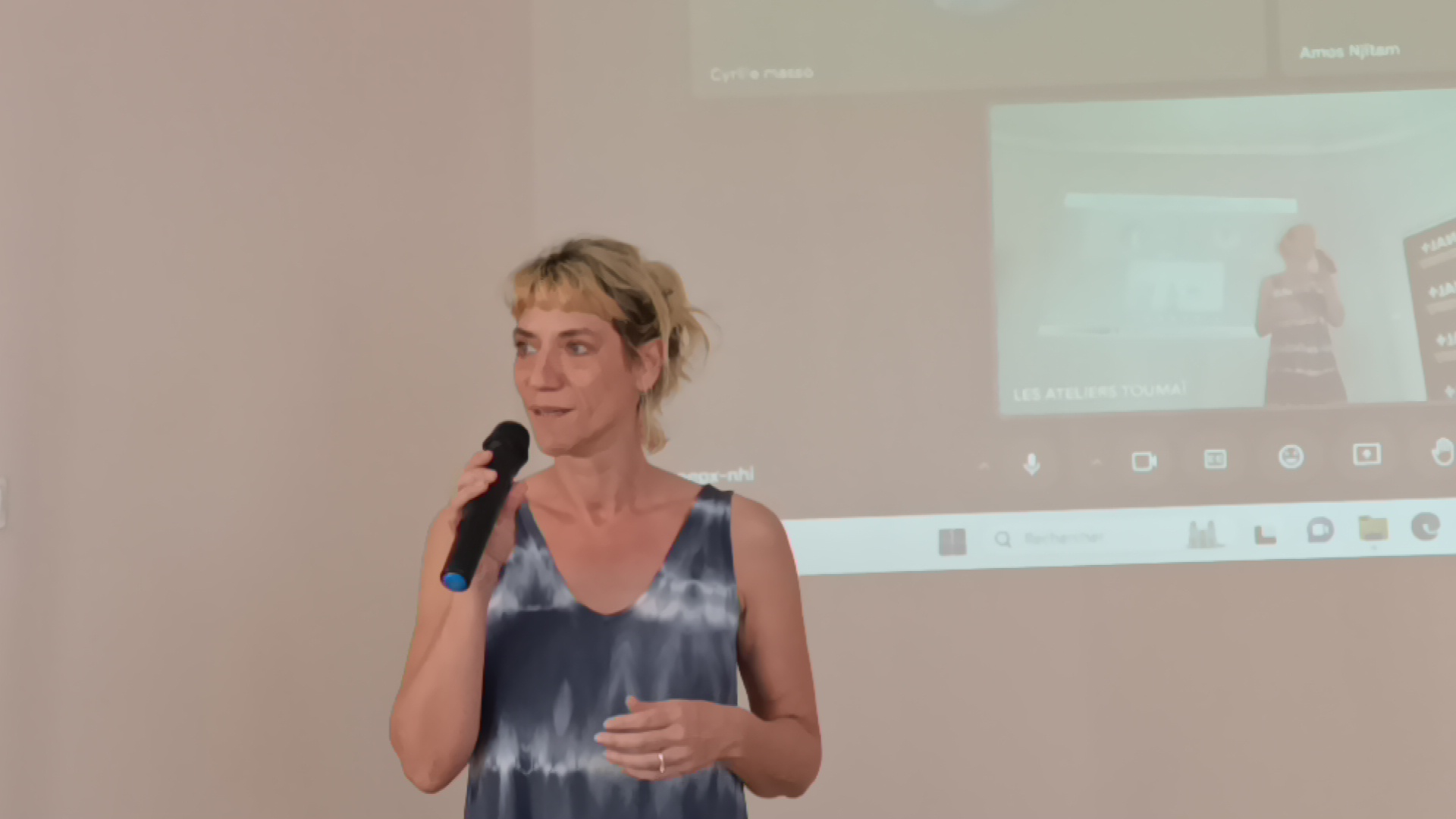
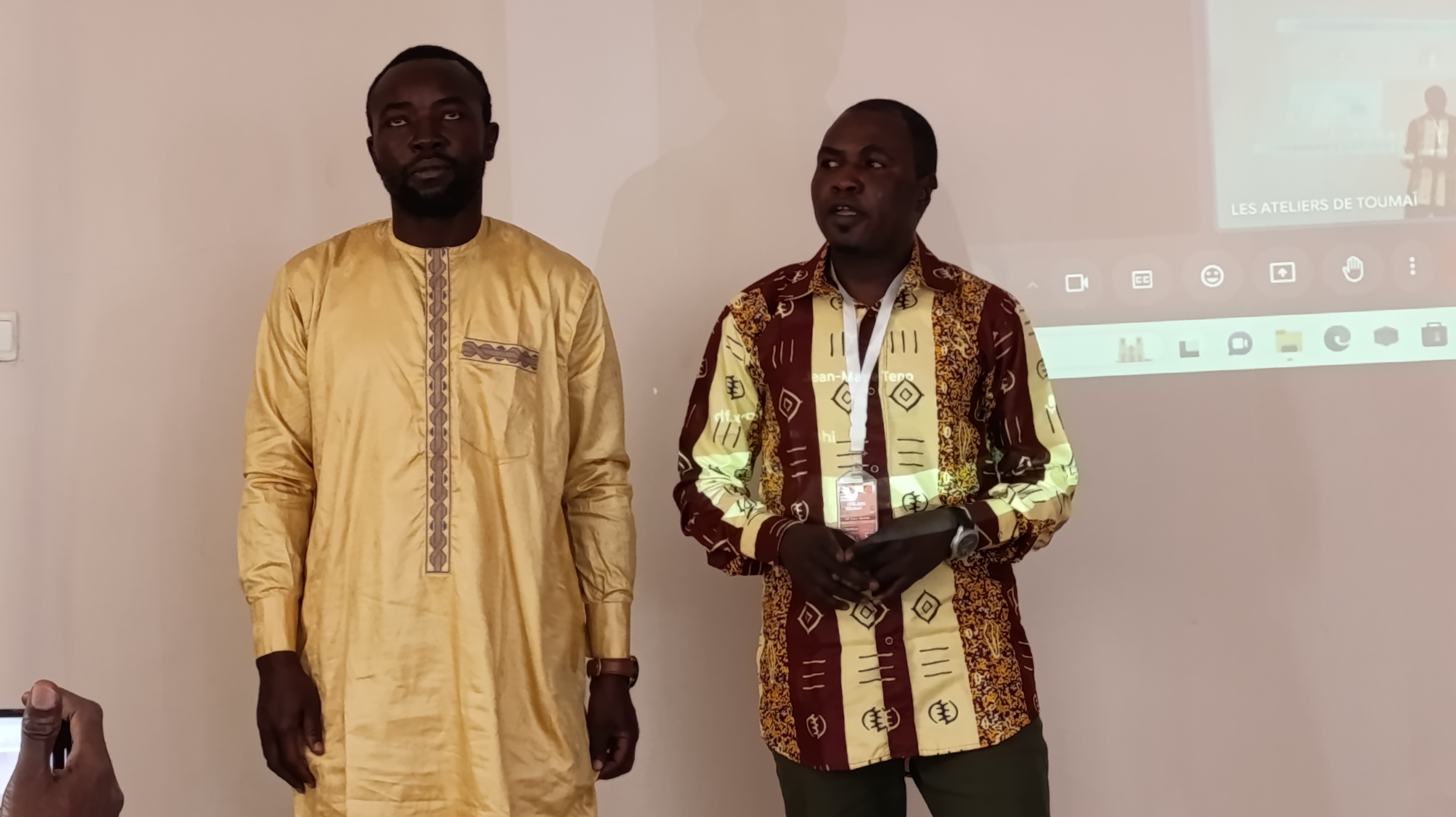
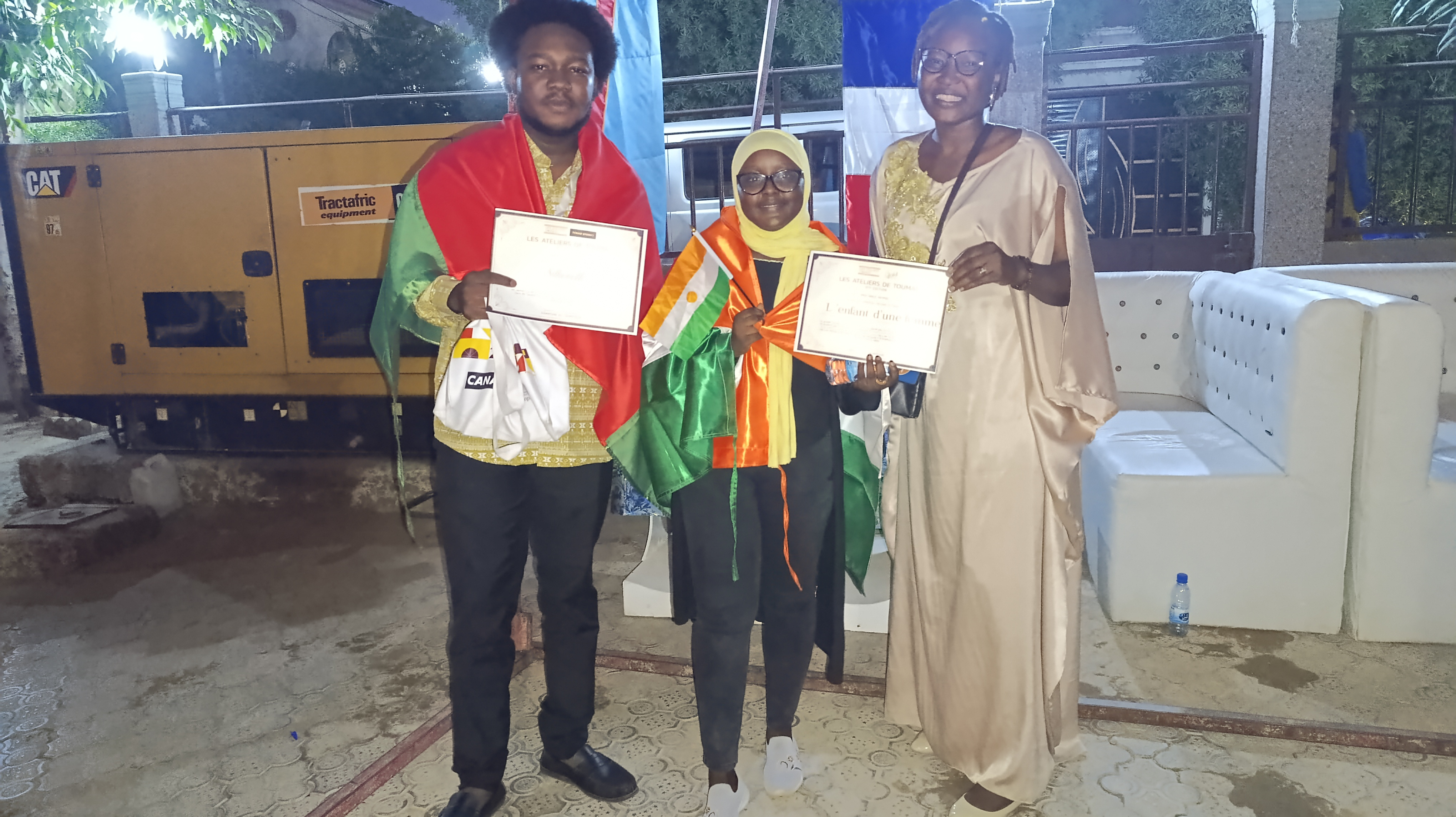
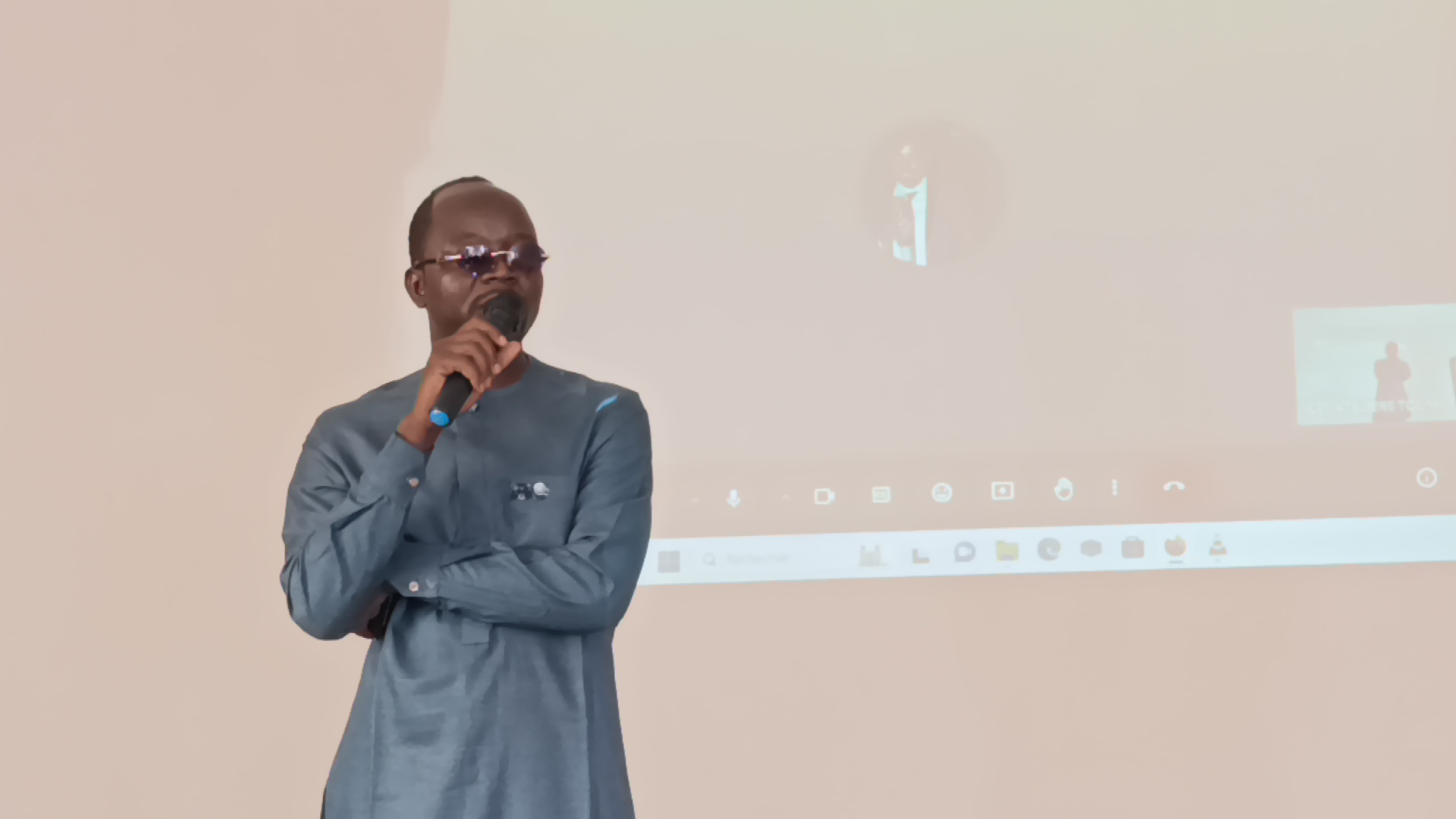
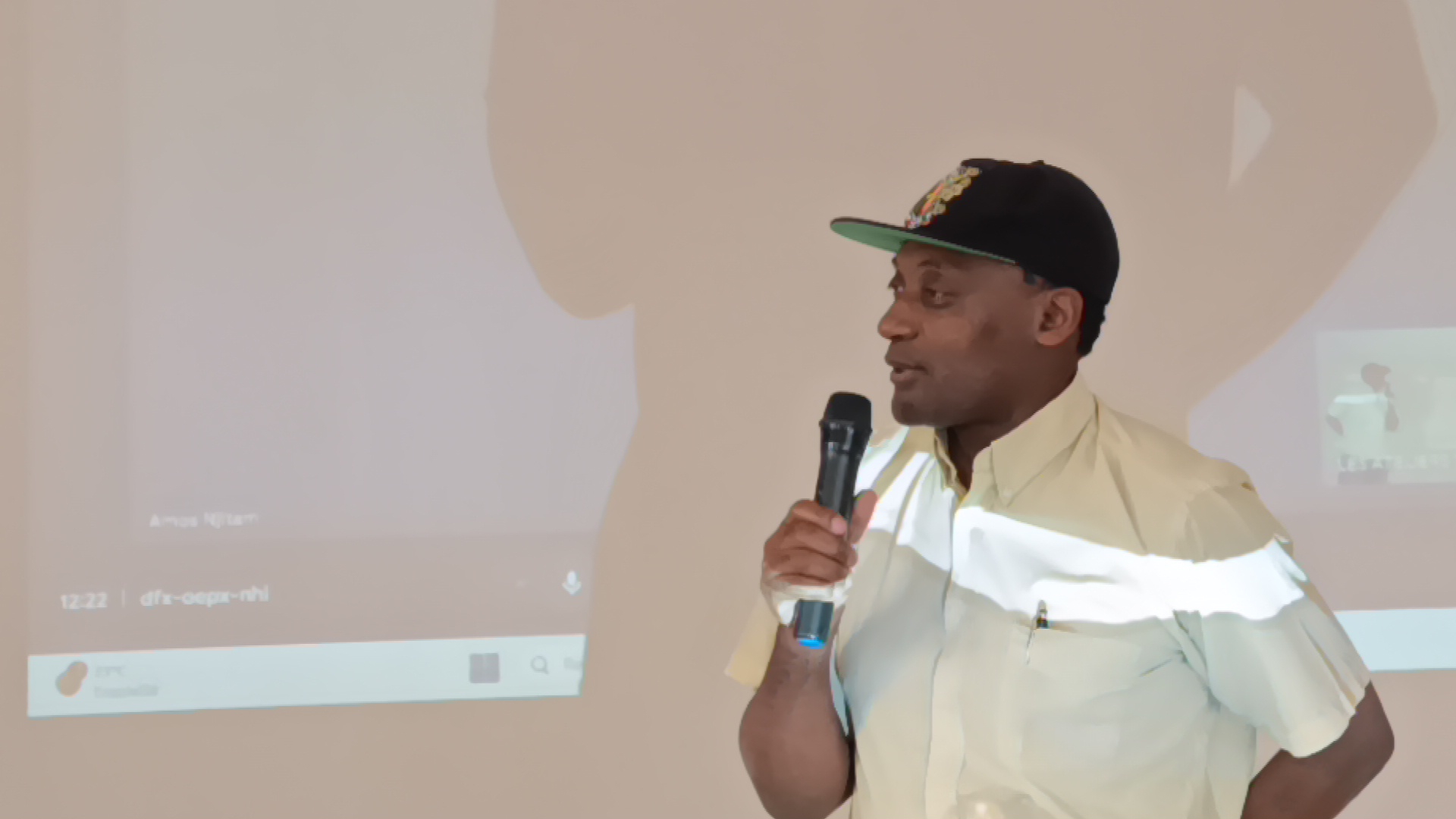
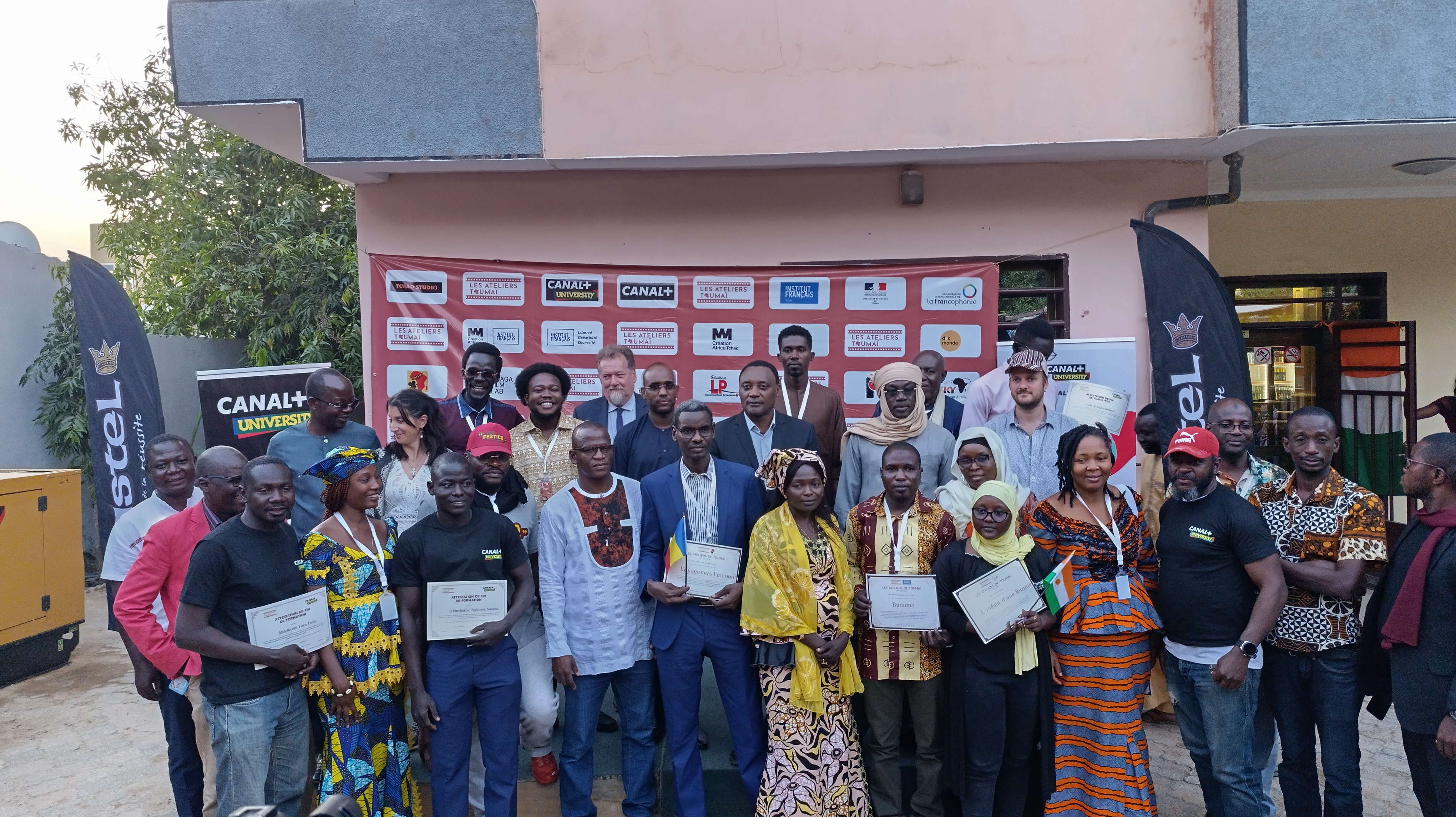
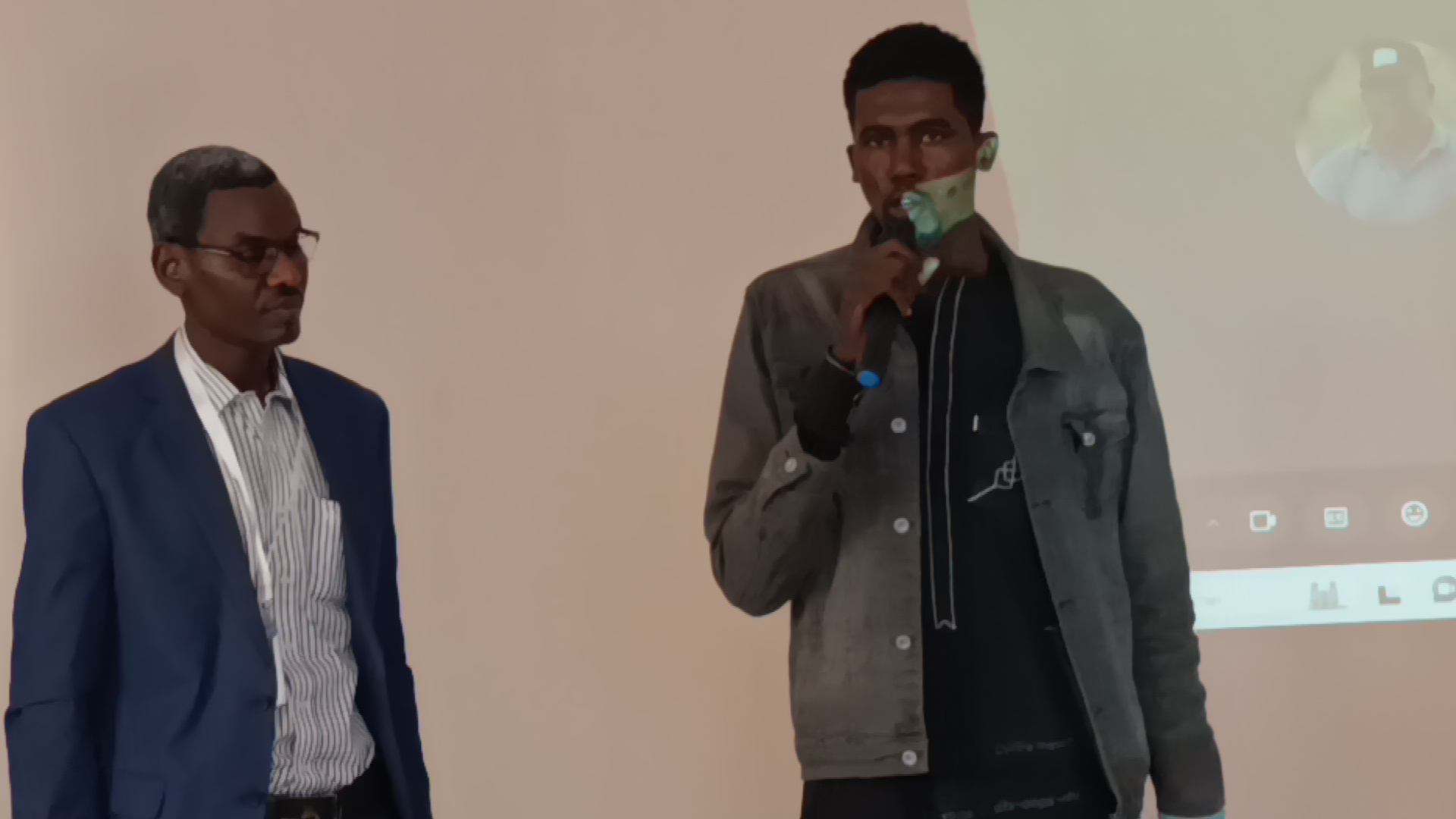
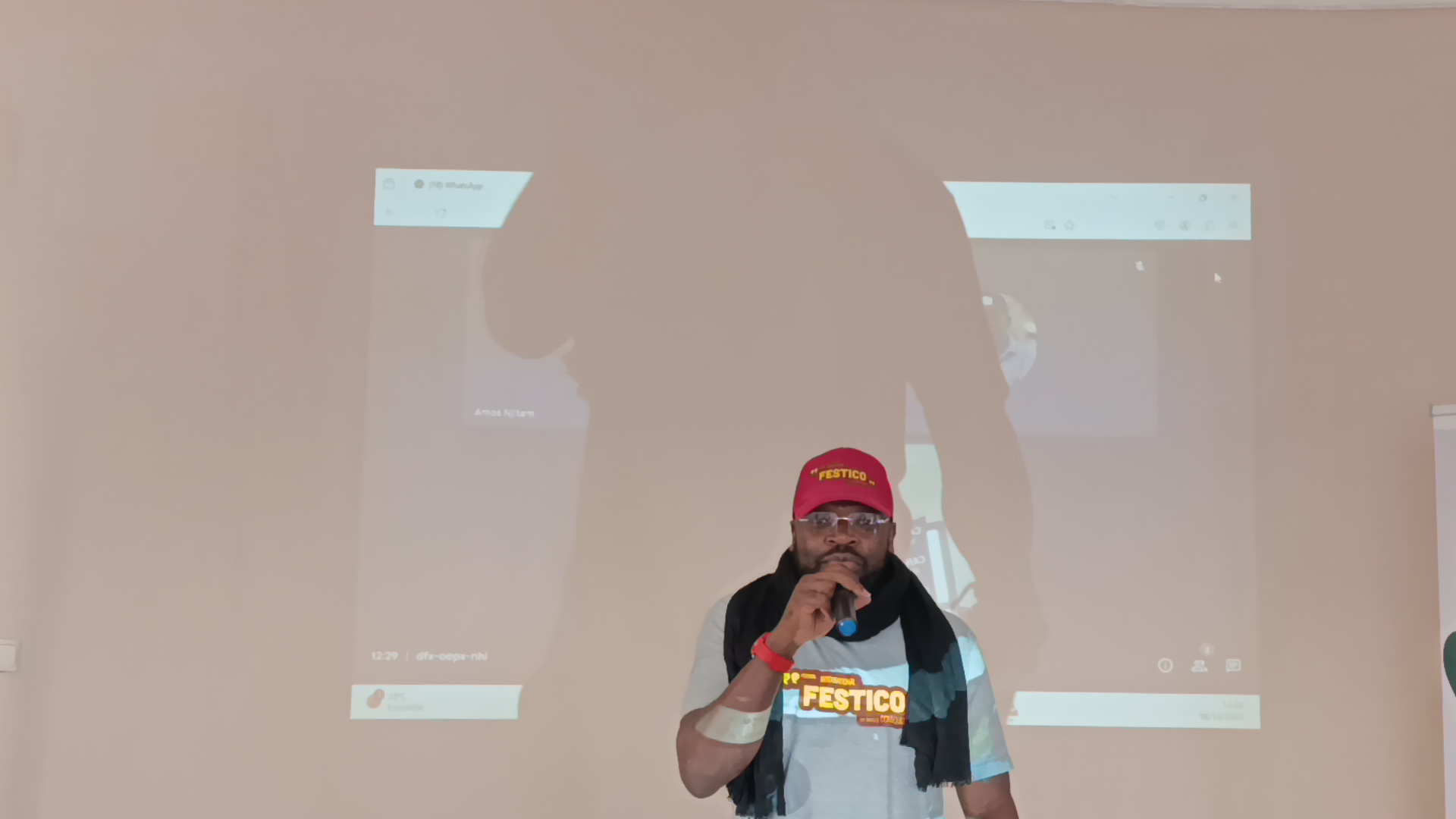
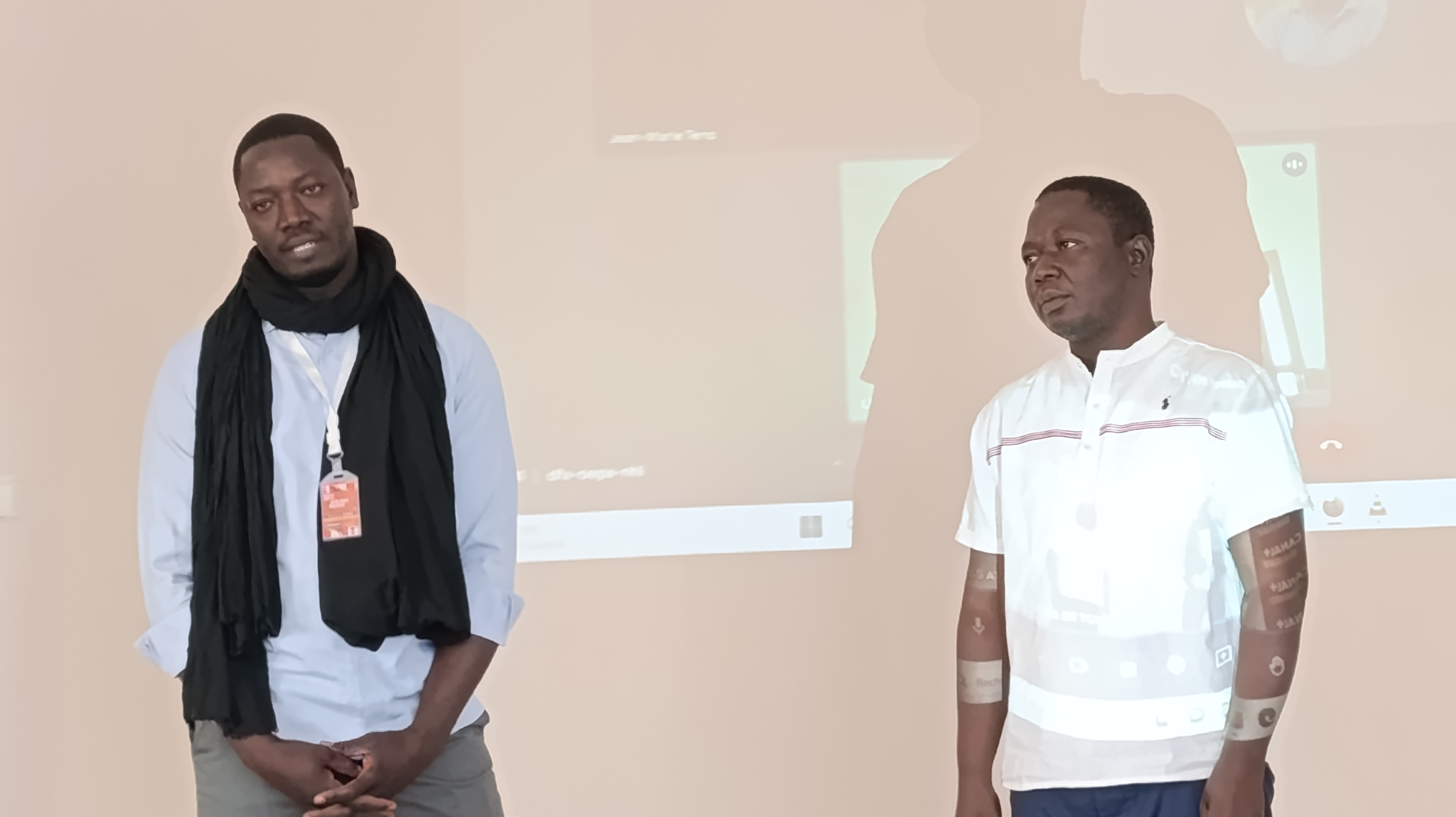
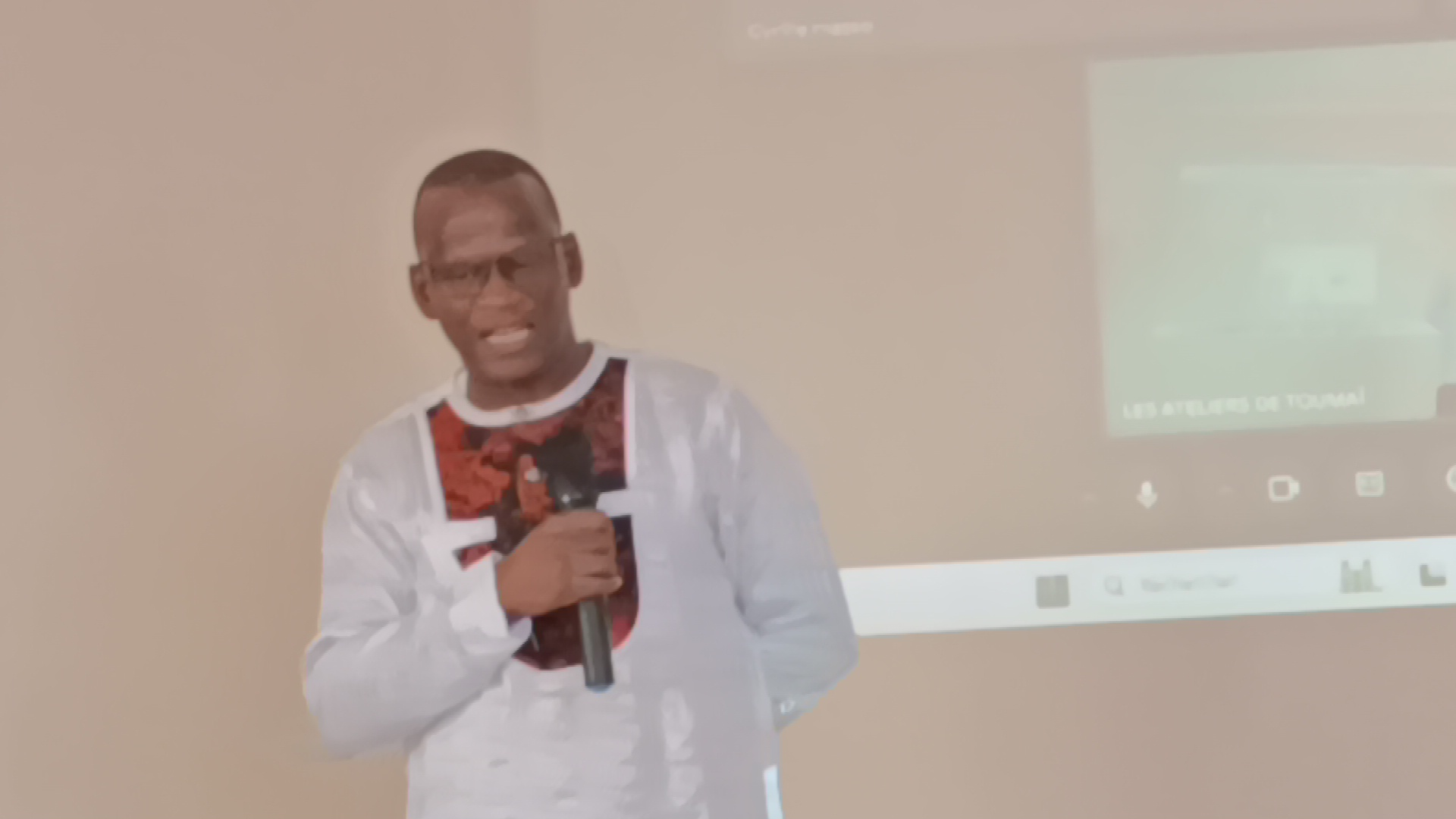
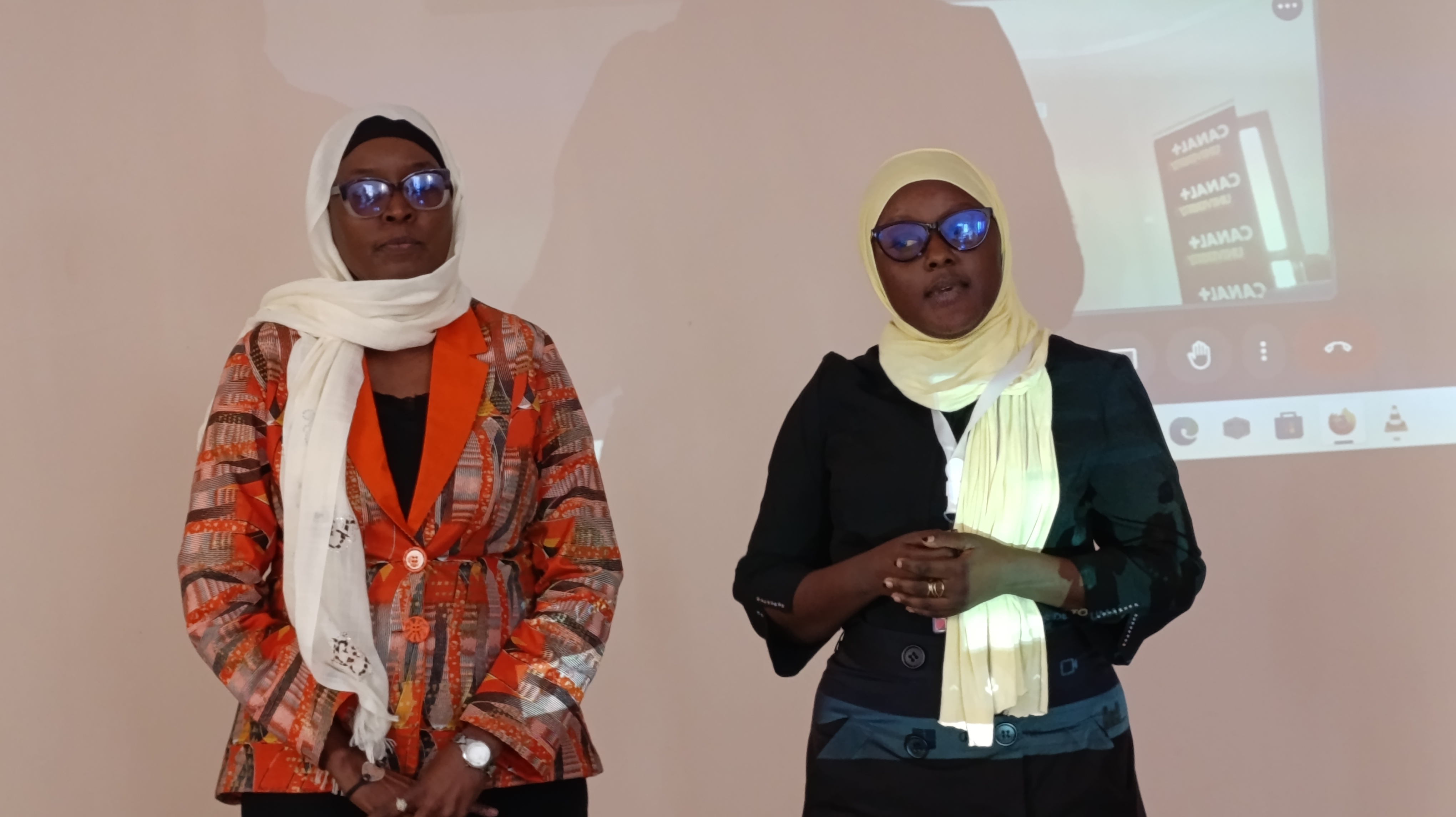
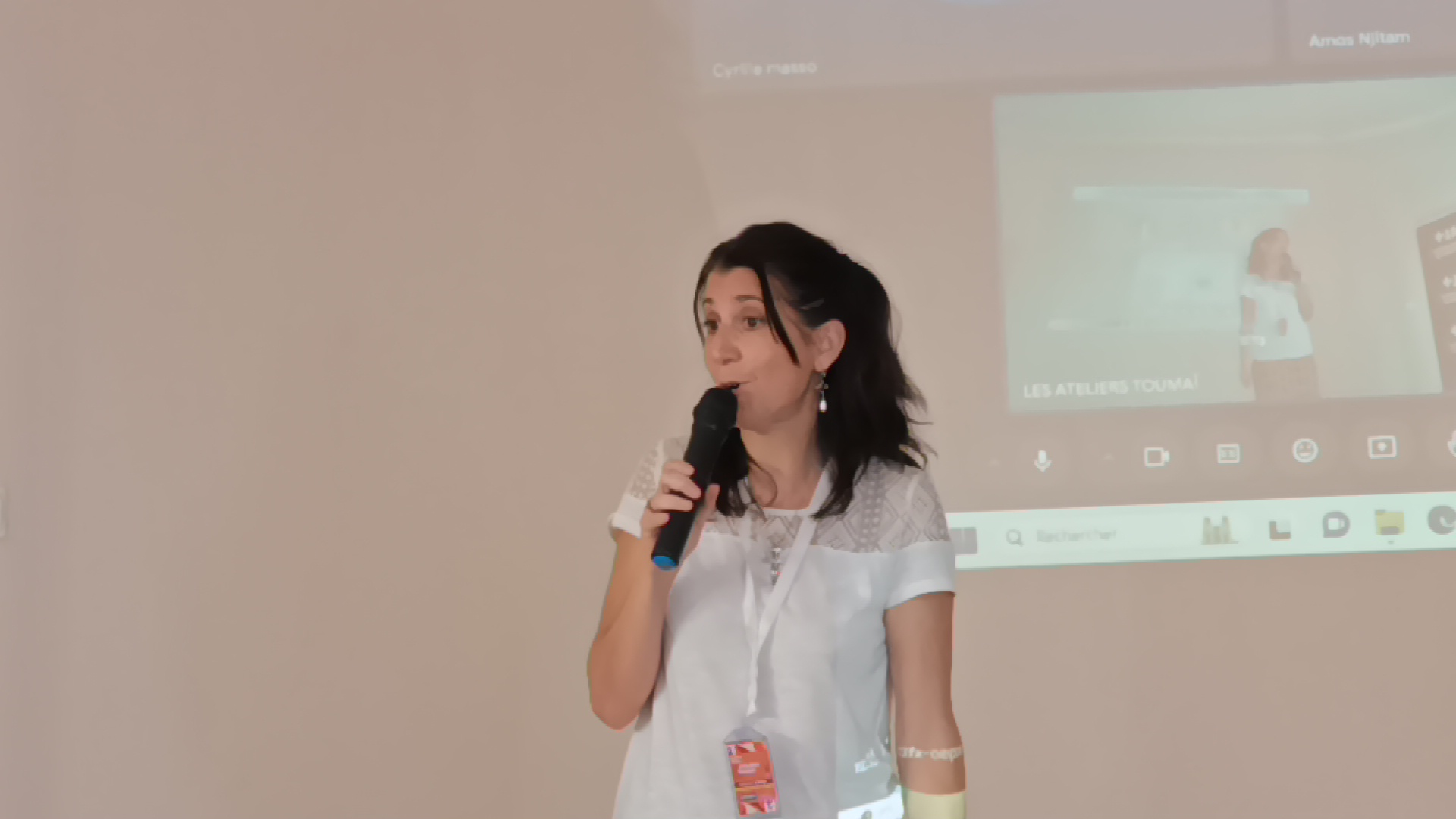
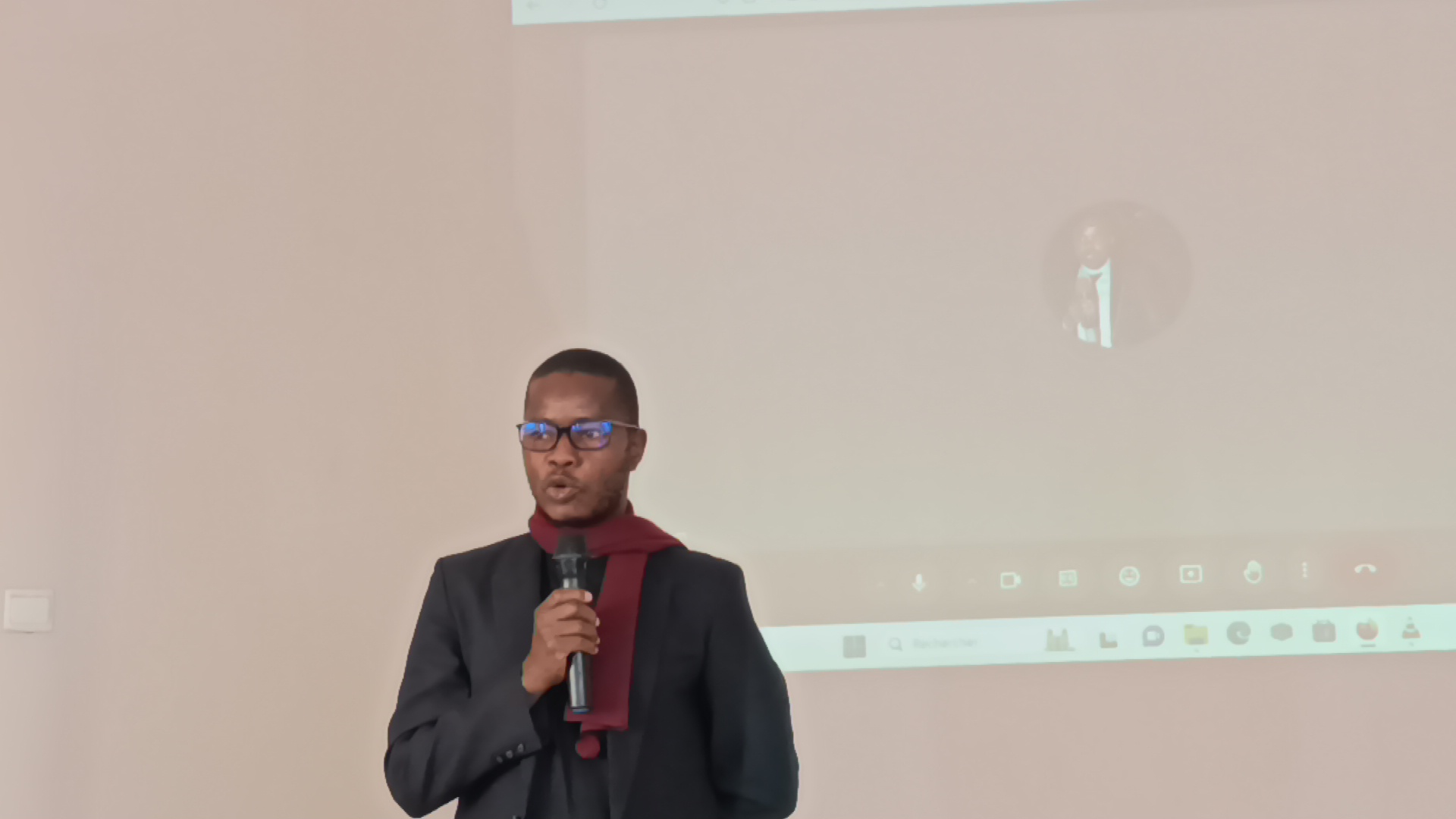
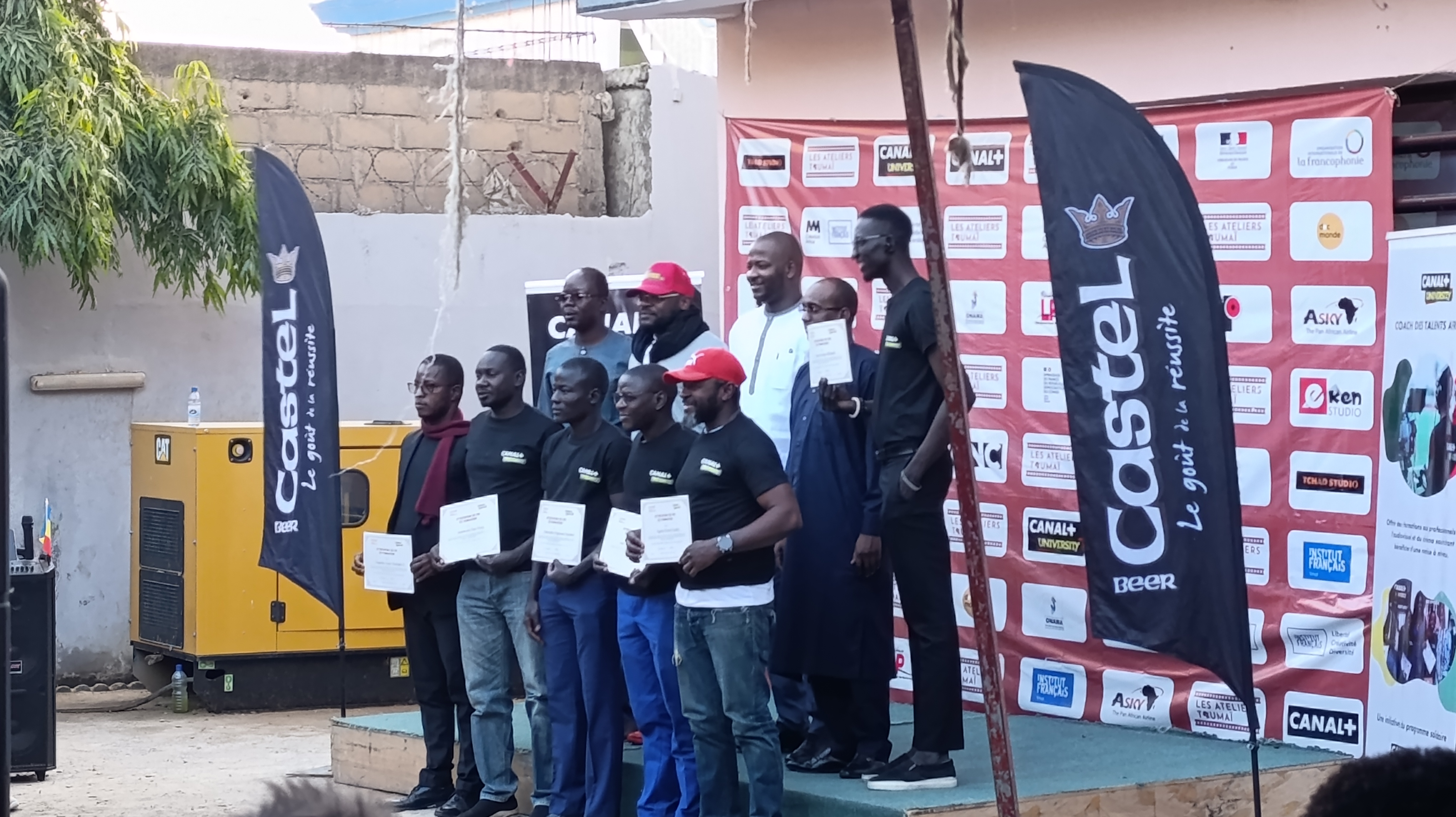
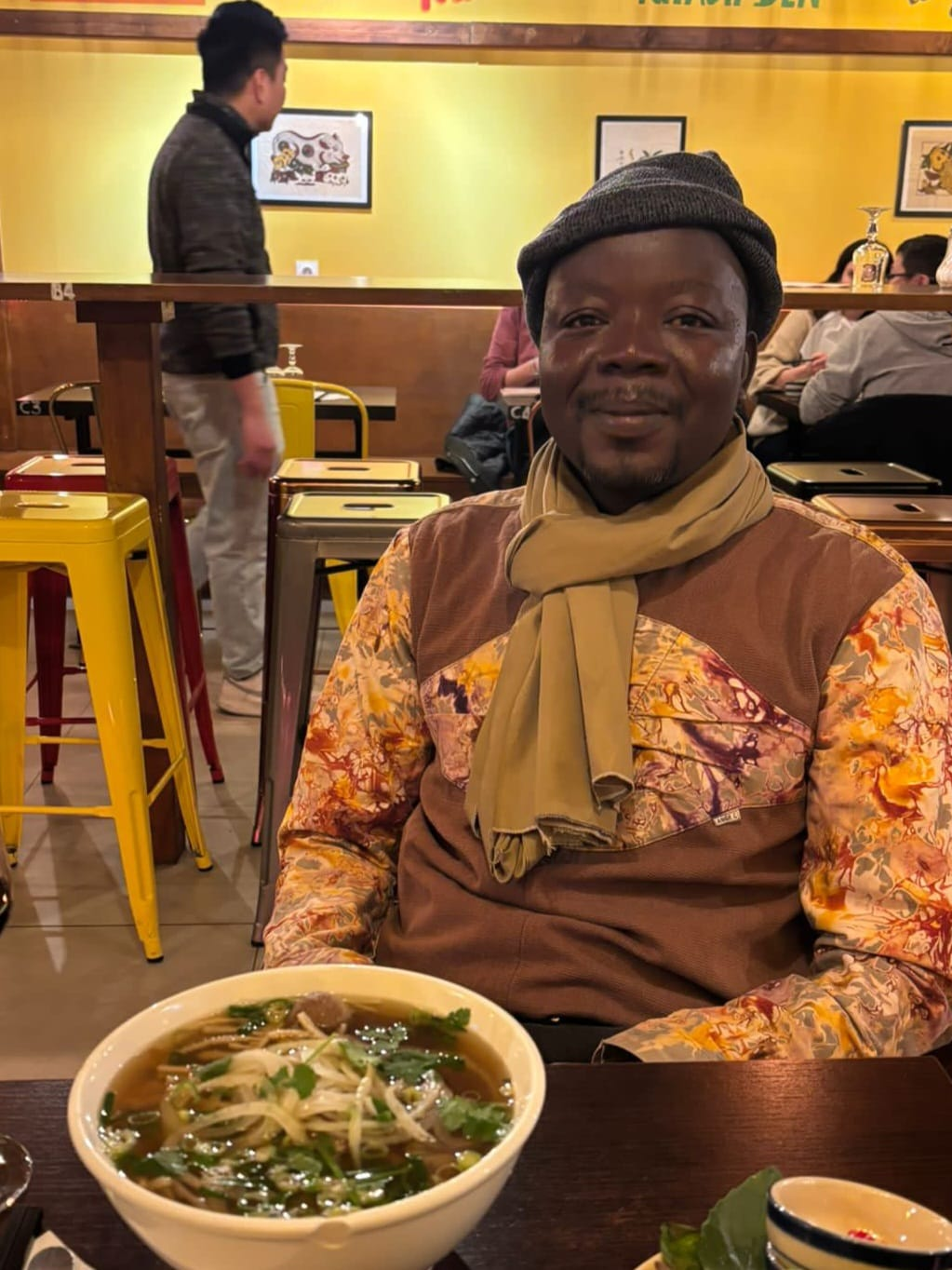